# Matavaques (Muntanyola)
Matavaques és una masia de Muntanyola (Osona) inclosa a l'Inventari del Patrimoni Arquitectònic de Catalunya.

## Descripció
Masia de grans dimensions de planta rectangular coberta a dos vessants amb el carener paral·lel a la façana en la qual hi ha un portal adovellat orientat a migdia. A la part superior hi ha una finestra conopial de pedra blanquinosa.
És construïda amb pedra i ha estat reformada a principis del segle xxi.
A la part esquerra hi ha un cos afegit i cobert a dos vessants. Al llevant hi ha un altre cos annex. La casa ha estat reformada i repintada.

## Història
Es troba dins l'antic terme rural de Múnter. La trobem esmentada en el fogatge de 1553 de la parròquia i terme de Sant Esteve de Múnter.
Habitava el mas en aquella època Nofre Matha Vacas. Segurament el rector de l'església de Sant Esteve a la segona meitat del segle XVI procedia d'aquest mas, ja que trobem registrat en el mateix fogatge mossèn Jaume Matha Vacas.
Una data al portal d'entrada (1565) indica quan el mas fou reformat.